# Sertularella pinnata
Sertularella pinnata är en nässeldjursart som först beskrevs av Jean Vincent Félix Lamouroux 1816.  Sertularella pinnata ingår i släktet Sertularella och familjen Sertulariidae. Inga underarter finns listade i Catalogue of Life.